# Pär Stenbäck

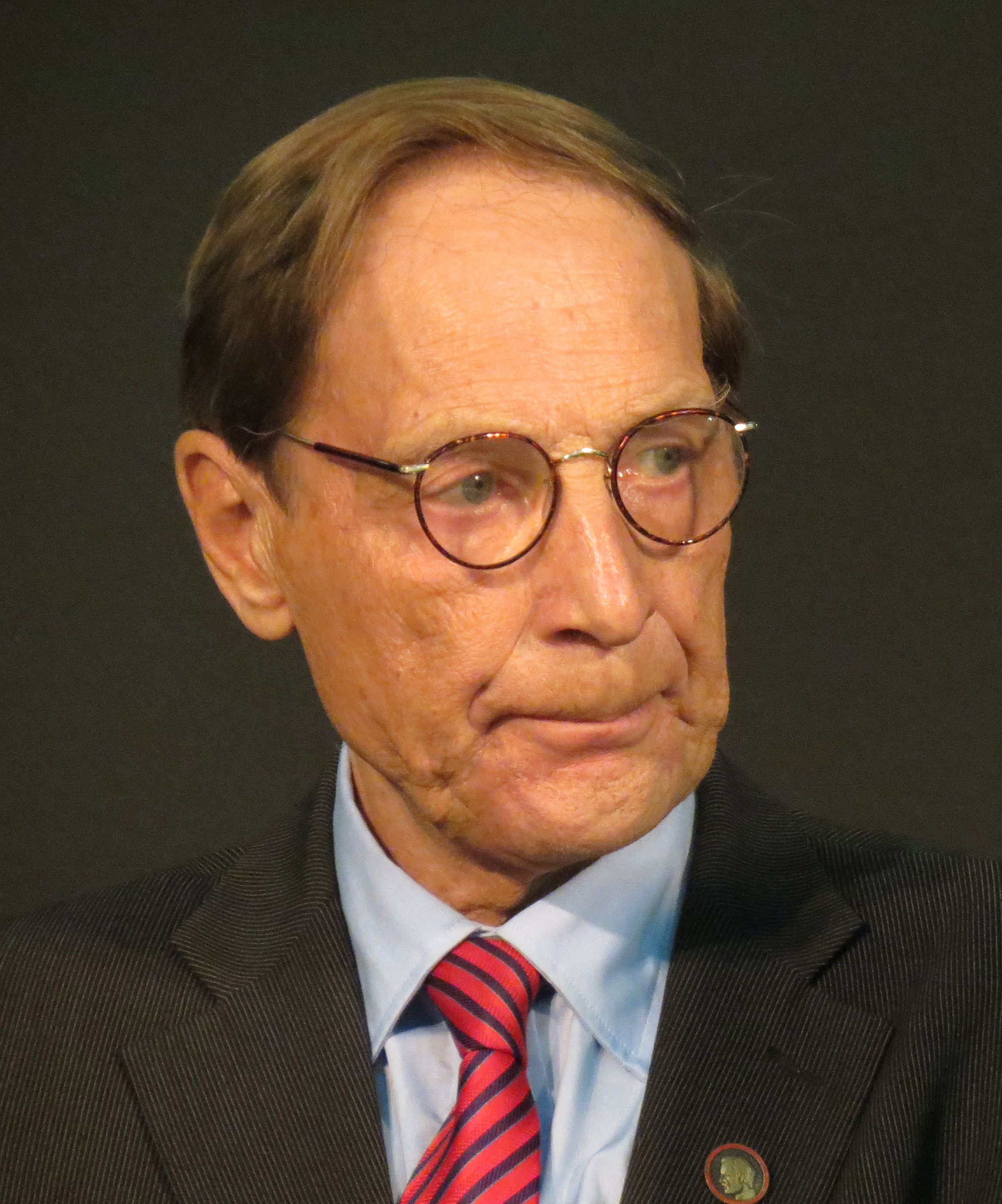
Pär Stenbäck (2014)

Pär Olav Mikael Stenbäck (* 12. August 1941 in Porvoo) ist ein finnischer Politiker der Schwedischen Volkspartei, der unter anderem zwischen 1970 und 1985 Mitglied des Parlaments sowie von 1977 bis 1985 Vorsitzender der Schwedischen Volkspartei und damit Spitzenkandidat seiner Partei bei der Parlamentswahl am 18. und 19. März 1979 sowie bei der Parlamentswahl am 20. und 21. März 1983 war. Er fungierte im Kabinett Koivisto II zwischen 1979 und 1982 als Bildungsminister sowie anschließend im Kabinett Sorsa III von 1982 bis 1983 als Außenminister. 2012 wurde ihm als Anerkennung für bedeutende Leistungen im schwedischsprachigen Kulturleben Finnlands der Finnland-Preis der Schwedischen Akademie verliehen.

## Leben
Pär Olav Mikael Stenbäck begann nach dem Schulbesuch 1960 ein Studium der Politikwissenschaften an der Universität Helsinki, welches er mit einem Bachelor sowie 1973 mit einem Master beendete. Neben dem Studium war er als Journalist tätig und unter anderem 1963 Chefredakteur von „Studentbladet“, zwischen 1964 und 1967 Reporter für die öffentlich-rechtliche Rundfunkanstalt Yleisradio (YLE), von 1965 bis 1969 Herausgeber der Zeitschrift „Ulkopolitika“ sowie 1966 auch Redakteur der Zeitschrift „Nya Argus“. Sein politisches Engagement für die Schwedische Volkspartei begann er in deren Jugendorganisation Svensk Ungdom, deren Vorsitzender er von 1967 bis 1970 war. 1970 wurde er stellvertretender Vorsitzender der Schwedischen Volkspartei und bekleidete diese Funktion bis 1977.

Stenbäck während einer Veranstaltung (1969).

Bei der Parlamentswahl am 15. und 16. März 1970 wurde Stenbäck für die Schwedische Volkspartei im Wahlkreis „Uusimaa“ erstmals zum Mitglied des Parlaments gewählt und gehörte diesem nach seinen Wiederwahlen am 2. und 3. Januar 1972, 21. und 22. September 1975, 18. und 19. März 1979 sowie am 20. und 21. März 1983 bis zu seinem Mandatsverzicht am 31. Juli 1985 an. Während seiner Parlamentszugehörigkeit war er unter anderem zwischen 1970 und 1974 Mitglied des Rechts- und Wirtschaftsausschusses und des Rechnungsprüfungsausschusses, von 1972 bis 1979 erstmals stellvertretender Vorsitzender des Ausschusses für auswärtige Angelegenheiten sowie zwischen 1975 und 1977 Mitglied des Finanzausschusses. Des Weiteren war er von 1970 bis 1979 Mitglied des Vorstands der Finnischen Gruppe bei der Interparlamentarischen Union (IPU) sowie zwischen 1976 und 1979 auch Mitglied der Delegation beim Nordischen Rat und von 1971 bis 1979 Mitglied des Ausschusses für nordische Entwicklungszusammenarbeitsprojekte. Er fungierte ferner von 1970 bis 1980 als Mitglied der finnisch-schwedischen Parlamentariergruppe. Zu Beginn seiner Parlamentszugehörigkeit arbeitete er außerdem zwischen 1970 und 1974 als Parlamentskorrespondent der Zeitschrift „Västra Nyland“ und engagierte sich darüber hinaus von 1971 bis 1974 als Vorsitzender des Vereins „Natur und Umwelt“ sowie zwischen 1974 und 1985 als Direktor des schwedisch-finnischen Kulturzentrums in Hanasaari, ein Stadtteil im Helsinkier Bezirk Sörnäinen.

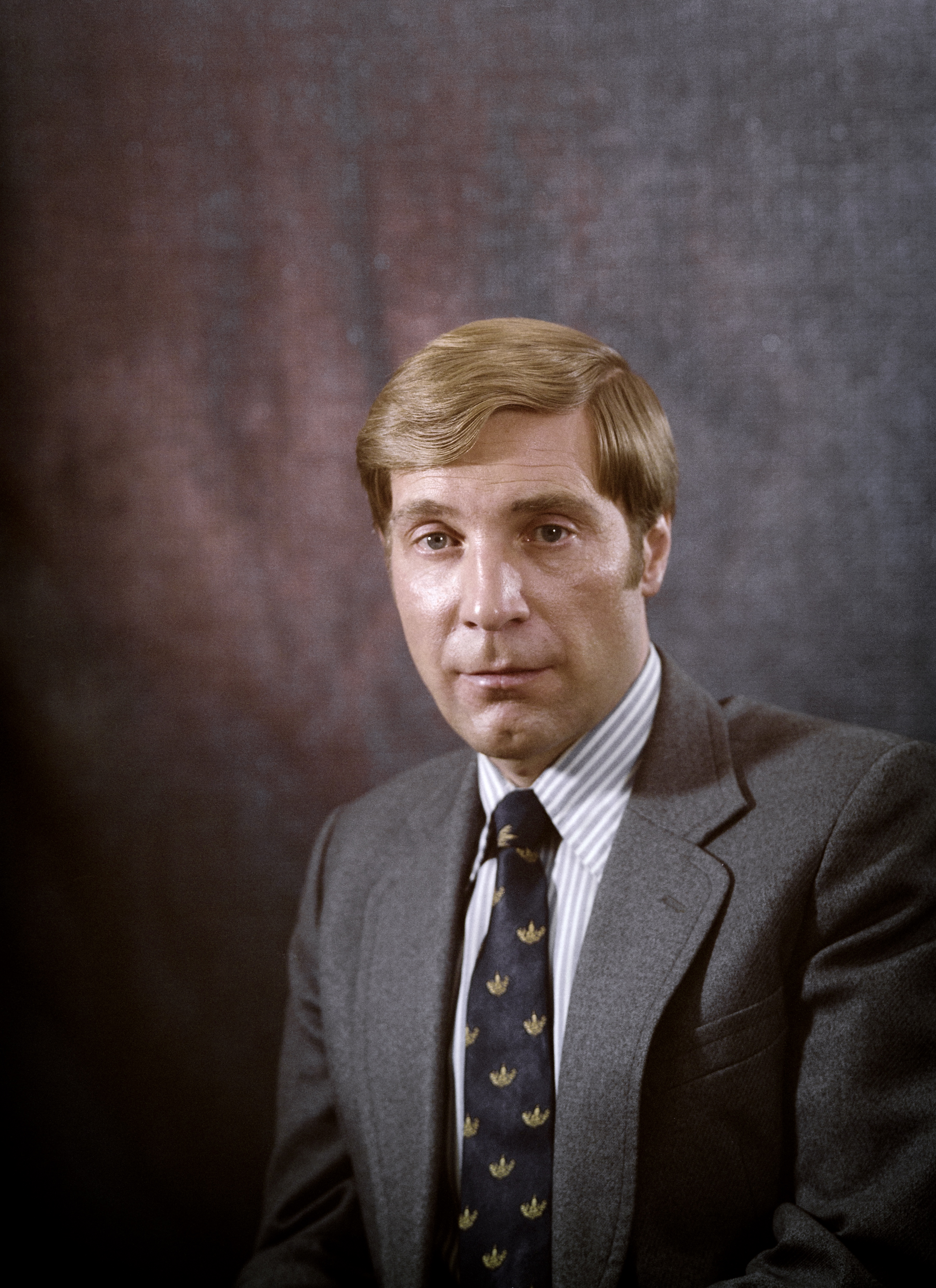
Stenbäck als Außenminister (1982)

1977 wurde Pär Stenbäck als Nachfolger von Carl Olof Tallgren Vorsitzender der Schwedischen Volkspartei und bekleidete diese Funktion bis 1985, woraufhin Christoffer Taxell diese Funktion übernahm. Als solcher war er Spitzenkandidat bei der Parlamentswahl am 18. und 19. März 1979 bei der die Schwedische Volkspartei 122.418	Stimmen (4,23 Prozent) und neun der 200 Sitze im Parlament gewann. Nach der Wahl wurde er am 26. Mai 1979 als Bildungsminister (Opetusministeri) in das Kabinett Koivisto II und bekleidete dieses Ministeramt bis zum 18. Februar 1982. Im darauf folgenden Kabinett Sorsa III übernahm er am 19. Februar 1982 den Posten als Außenminister (Ulkoasiainministeri) und behielt dieses bis zum 5. Mai 1983. Er war zudem von 1979 bis 1985 Mitglied des Beirates für die Beziehungen zu wirtschaftlichen Entwicklungsländern. Bei der Parlamentswahl am 20. und 21. März 1983 war er abermals Spitzenkandidat der Schwedischen Volkspartei, wobei diese sich mit 137.423 Stimmen (4,61 Prozent)	und zehn Mandaten leicht verbessern konnte. In der Folgezeit fungierte er zwischen 1983 und 1985 noch einmal als stellvertretender Vorsitzender des Ausschusses für auswärtige Angelegenheiten.
Nach seinem Ausscheiden aus dem Parlament übernahm Stenbäck von 1985 bis 1988 den Posten als Generalsekretär des Finnischen Roten Kreuzes und fungierte anschließend zwischen 1988 und 1992 als Generalsekretär der Internationalen Föderation der Rotkreuz- und Rothalbmond-Gesellschaften (IFRC) in Genf. Danach war er von 1992 bis 1996 Generalsekretär des Nordischen Ministerrats in Kopenhagen und fungierte anschließend zwischen 1996 und 1999 als Vorsitzender des Finnischen Roten Kreuzes. 1996 wurde er Vorsitzender der Schwedischen Kulturstiftung (Svenska Kulturfonden) in Finnland sowie 1997 Vizepräsident der International Youth Foundation und war des Weiteren zwischen 1998 und 2001 Vorsitzender der schwedisch-norwegischen Rentierkommission. Darüber hinaus engagierte er sich im Vorstand des Nordisch-Baltischen Filmfonds, des Finnlandinstituts in Stockholm sowie der Sparkassenstiftung in Helsinki. 1999 wurde ihm der Ehrentitel Minister sowie ein Ehrendoktor der Politikwissenschaften verliehen. 2009 wurde er für sein Engagement im Roten Kreuz mit der Henry-Dunant-Medaille ausgezeichnet.

## Veröffentlichungen
- Broar till framtiden. Debattbok tillägnad Ole Norrback, Mitautoren Kurt Gullberg, Stefan Wallin, 2001, ISBN 978-951-8902-86-0
- Vision och verklighet. Handbok i överlevnad för Svenskfinland, 2003
- När världen öppnade sig. En sextiotalskrönika, 2007, ISBN 978-951-50-1693-5
- Kriser och katastrofer. Politik och humanitärt arbete, 2009, ISBN 978-951-50-1890-8
- Demokrati under hot?, ISBN 978-952-5864-86-1
- All världens vägar, Reflektioner på distans, 2021, ISBN 978-952-7224-43-4

## Hintergrundliteratur
- G. von Bonsdorff, H. Ekberg: Kriser och välfärdsbyggande. Svenska folkpartiet 1956–1970, 1997
- H. Meinander: Finlands historia IV, 1999
- H. Meinander: Svenska folkpartiet genom 100 år (1906–2006), 2006